# Südliche Paiute
Die Südliche Paiute oder Nuwuvi („Volk“, „die Menschen“) im Südosten Kaliforniens, Süden Nevadas, Südwesten Utahs und Norden Arizonas, von den Spaniern Payuchi (evtl. von Paiyuttsi einer Shoshone-Bezeichnung für „Südliche Paiute Bands“ sowie Ute) genannt, sind eine der drei regionalen Dialektgruppen bzw. Stammesgruppen nordamerikanischer Ureinwohner im Kulturareal des Großen Beckens, die allgemein unter dem Sammelbegriff Paiute oder Piute bekannt sind, historisch jedoch nie eine politische Einheit oder Stammesidentität entwickelten. Die südlichsten Bands der Südlichen Paiute des Colorado-Plateaus werden jedoch meist zum Kulturareal des Südwestens gezählt.
Alle drei Stammesgruppen (Südliche Paiute, Nördliche Paiute und Westliche und Östliche Mono) sprachen (sprechen) zwar jeweils Varianten dreier Numic-Sprachen der Nördlichen uto-aztekischen Sprachen, die jedoch zwei unterschiedlichen Zweigen angehören – „Südliches Numic“ (Südliche Paiute, Chemehuevi sowie Ute und Kawaiisu) und „Westliches Numic“ (Nördliche Paiute, Bannock, Westliche und Östliche Mono). Wie die meisten indigenen Völker bezeichneten sie sich je nach Dialekt einfach als „Volk“ bzw. „die Menschen“.
Obwohl die allgemein übliche Bezeichnung als „Südliche Paiute“ und „Nördliche Paiute“ eine besondere sprachliche und kulturelle Nähe untereinander vermuten lässt, stehen die „Südlichen Paiute“ sprachlich-kulturell den Chemehuevi, Ute und Kawaiisu näher; die „Nördlichen Paiute“ sprachlich-kulturell den „Westlichen und Östlichen Mono“ und „Bannock“ sowie kulturell den Shoshoni (Zentrales Numic)-sprachigen „Nördlichen und Westlichen Shoshone“ (mit denen sie oftmals zweisprachige „Paiute-Bannock-Shoshone Bands“ bildeten).
Die Chemehuevi (ursprünglich eine „Südliche Paiute Band“; zogen Anfang des 19. Jhd. südwärts zum Colorado River und übernehmen viele Kulturtechniken der Fluss Yuma) und „Bannock“ (ursprünglich eine „Nördliche Paiute Band“; übernahmen die Pferdekultur und Gebräuche der verbündeten „Nördlichen Shoshone“) werden heute als eigenständige Ethnien betrachtet und nicht zu den „Paiute / Piute“ gezählt.
Hingegen wurden fälschlicherweise die „Westlichen Ute Bands“ der Ute – die Pahvant Band und die Moanunts Band – die enge familiäre Kontakte zu „Südlichen Paiute Bands“ und viele Kulturtechniken von diesen übernommen hatten, als Pah-Ute / Paiute-Ute bzw. als Halb-Ute / Halb-Paiute bezeichnet und später als „Südliche Paiute“ identifiziert.

## Namensherkunft und Stammesbezeichnungen
Die Herkunft des Wortes „Paiute / Piute“ ist unklar, eine mögliche Interpretation ist die Bedeutung „Wasser-Ute“ oder „wahre Ute“ (siehe Shoshone-Wörter: paa/pah – „Wasser“ und yuuta – „Ute“); jedoch weist das Wort „Paiute / Piute“ offensichtlich große Ähnlichkeit mit der Eigenbezeichnung der Bannock als Banakwut, Nimi Pan a'kwati oder Pannaitti auf, was ebenfalls als „Wasservolk“ wiedergegeben wird.
Die „Südlichen und Nördlichen Paiute“ wurden zusammen mit Gosiute/Goshute und Westlichen Shoshone von den Siedlern verächtlich Diggers („Ausgräber“, „Gräber“) oder Digger Indians genannt (wahrscheinlich, da sie im Boden mit einem Grabstock nach essbaren Wurzeln gruben); diese Bezeichnung wird heute jedoch als beleidigend von den indigenen Völkern zurückgewiesen. Ohne das Wissen der Indianer über essbare Wildpflanzen, Wildkräutern und Wurzeln hätten jedoch vermutlich viele der ersten europäischen Siedler auf ihren Wagenzügen Hunger gelitten. Nachdem sie die Great Plains überquert hatten, gingen die mitgeführten Vorräte oft zur Neige. Die Frauen der Pioniere lernten von den Indianerinnen, wie man essbare Knollen ausgräbt und kocht und konnten so die dürftige Ernährung verbessern.
Wie viele indigene Völker bezeichneten sie sich selbst je nach Dialekt einfach als nuwu / nuwuh / nüwü – „Person“ bzw. nuwuvi / nuwuhvee / nüwüvi – „Volk“, wörtlich „Jene, die umherziehen, sich immer bewegen [um ihren Lebensunterhalt als Sammler und Jäger zu bestreiten]“.